# اسلام در هند
پیشینه ورود اسلام به هند از اواخر سده ۱ قمری (سده ۷ میلادی) و با سقوط شاهنشاهی ساسانی آغاز شد. گسترش اسلام در دوران سلطان محمود غزنوی تصرفات وی در پنجاب ادامه پیدا کرد و در دوران حکومتی گورکانیان هند به اوج خود رسید.

## ورود اسلام به هند

### در زمان پیامبر
هندیان از همان سالهای اول ظهور اسلام از رخداد مکه با خبر می‌شوند و به دنبال آگاهی از آن بوده‌اند. به‌طور نمونه گفته‌اند راجه مالابر پس از مشاهده شق القمر شخصاً به حجاز آمده و پس از ملاقات با پیامبر اسلام، اسلام اختیار می‌کند و پس از زیارت کعبه با اجازه پیامبر اسلام برای دعوت اسلامی عازم مالابار می‌شود اما در راه بازگشت فوت می‌کند. اما بنا بر روایاتی دیگر وقتی که خبر ظهور اسلام به راجه مالابار رسید وی هیئتی نزد پیامبر اسلام اسلام فرستاد تا دربارهٔ دین جدید پرس و جو کند و نتیجه را به وی گزارش کنند. آنها وقتی به مدینه رسیدند پیامبر اسلام از دنیا رفته بود. آنها پس از دیدار با ابوبکر و گفتگو دربارهٔ اسلام مسلمان شده و پس از بازگشت مردم سرزمین خود را به اسلام فراخواندند.
به‌طور کلی می‌توان گفت که برخلاف شمال و شمال غرب هند اسلام در سواحل جنوبی و جنوب غربی هند به صورت مسالمت آمیز و بدون شمشیر و تنها به واسطه بازرگانان مسلمان نفوذ کرد. این تماس‌ها موجب شد هندی‌ها با مذهب جدید اسلام آشنا شوند و به تدریج مبلغان مذهبی مسلمانان نیز به هند آمدند و مساجدی در هند ساخته شد. شمار هندی‌های مسلمان شده به قدری رو به افزایش بود که حاکم هندی برای نو مسلمانان آنجا قاضی مسلمان می‌گمارد تا امور قضایی را بر اساس احکام اسلامی قضاوت کند. مع الوصف ورود اسلام به شمال و شمال غربی هند برخلاف جنوب و جنوب غربی همراه با فتوحات اسلامی بوده است.

### درگیری‌های مقدماتی
در زمان خلیفهٔ دوم تا ایام خلافت عبدالملک بن مروان چندین بار سپاهیان اسلام به حدود مکران و سند حمله بردند و در مواردی برخی از بلاد آن نواحی را نیز به تصرف درآوردند ولی بر روی هم، هیچ‌یک از این اقدامات نتیجهٔ قطعی و نهایی حاصل نشده بود.

### فتوحات محمد بن قاسم ثقفی
در زمان ولید بن عبدالملک، حجاج بن یوسف والی بصره پادشان سراندیب هدایایی برای حجاج بن یوسف به گروهی از زنان تاجر مسلمان که به سمت حجاز در سفر بودند می‌دهد. باد کشتی را به ساحل دیبل یکی از شهرهای ساحلی سند در هند می‌برد و دزدان کالاها را غارت و زنان را اسیر می‌کند. به دنبال این اتفاق حجاج داماد خود محمد بن قاسم را در سال ۹۲ با سپاهی بزرگ روانه سند می‌کند. وی ابتدا دیبل را به تصرف خود درمی‌آورد. داهر پادشاه سند را کشته می‌شود و بتکده عظیم آنجا را با منجنیق خراب می‌کند و در آنجا مسجدی می‌سازد. بعد از آن اکثر شهرهای سند از جمله سربیدس، ساوندری، راور، بیلمان و سرست با صلح و به تصرف مسلمانان در می‌آید و در آنها مسجد می‌سازند.

### سده سوم
بزرگ بن شهریار نقل کرده است مهروک بن رایق از پادشاهان کشمیر در نامه ای از عبدالله بن عمر بن عبدالعزیز می‌خواهد شریعت اسلام را به زبان هندی برای او شرح و توضیح دهد. عبدالله مردی عراقی را که در سند پرورش یافته بود و به زبان هندی آشنا بود را نزد مهروک می‌فرستند و سه سال در آنجا می‌ماند و وی را با اصول اسلام آشنا می‌سازد و قرآن را برایش ترجمه می‌کند. مهروک اسلام می‌آورد ولی از بیم مردم آن را علنی نمی‌کند.

### سده پنجم
اما جریان اصلی اسلام به هند سه قرن بعد در زمان محمود غزنوی انجام می‌شود و اسلام به مناطق دیگر هند می‌رسد و تنها استان لاهور بعد درگذشتش توسط جانشینش اسلام وارد آن می‌شود.

### سده هشتم
در قرن ۸ هجری جمعیت مسلمانان در جنوب هند بسیار گسترده بوده است. ابن بطوطه به مناطق جنوبی هند سفر می‌کرد و در همه اجتماعات مسلمانان شرکت می‌کرد و با استقبال روبرو می‌شود. شنوازه پادشاه هندو مذهب یکی از جزایر هند به دست  ابوالبرکات مغربی مسلمان می‌شود. ابن بطوطه گفته در سر در یکی از مساجد دیده که نوشته سلطان احمد شنورازه به دست  ابوالبرکات مغربی اسلام آورد.

## دلایل افزایش مسلمانان
جمعیت مسلمانان در هند علت‌های مختلفی داشته است. از جمله اینکه زمینه تجارت و کسب و کار در آنجا بهتر بوده است. از سویی دیگر درگیری و کینه میان هندوها و بوداییان و جینی‌ها و ابطال عقاید یکدیگر باعث گرایش به اسلامی می‌شد. بیشترین گروه‌هایی که به اسلام می‌گرویدند ابتدا بوداییانی بودند که در این مناطق مورد آزار و اجحاف حاکمان قرار داشتند سپس افرادی از طبقه چهارم جامعه هندو که از کلیه حقوق محروم بوده و به تحمل سخت‌ترین کارها مجبور بودند.

## منطقه سند در هند
ساکنان سِند دارای تمدنی کهن با قدمتی چند هزار ساله بوده‌اند که از تمدن‌های ایران و میان‌رودان تأثیر گرفته بودند. فتح سند و ورود و استقرار مسلمانان به آنجا باعث ایجاد تعامل میان مسلمانان سند با بغداد و دیگر مراکز سیاسی و علمی آن روز دنیای اسلام شد و سند به پل ارتباطی هند با دنیای اسلام تبدیل شد. فرهنگ هندی-اسلامی در این منطقه رشد کرد و احادیث نبوی رواج یافت. کتب بسیاری از آثار علمی هند در زمینه‌های پزشکی، داروسازی، فلسفه، ستاره‌شناسی و ریاضی به عربی ترجمه شد و دانشمندان هندی و علمای مسلمان به مباحثه و مناظره علمی و مذهبی می‌پرداختند. در این میان برمکیان از جمله یحیی برمکی نقش مهم و مؤثری داشتند.

## مراسم و اعیاد اسلامی در هند
مسلمانان در هند شاهد برگزاری تمام جشن‌های اسلامی هستند که در سراسر دنیا برگزار می‌شود. علاوه بر جشن، در هند شاهد روز بزرگداشت زیارتگاه‌ها و سالگرد مرگ مقدسین نیز می‌توان بود. تمام مراسم‌های مسلمانان در هندوستان بر اساس تقویم اسلامی است که چند روزی از سال خورشیدی کمتر است. بنابرین هر سال تاریخ مناسبت‌های مسلمانان تغییر می‌کند.
از مهم‌ترین مراسم مسلمانان که در هندوستان برگزار می‌شود، رمضان، محرم، عید میلاد پیامبر و عید قربان است. در این مراسم نماز مخصوص در مساجد، روزه، جشن گرفتن و داد و ستد خواسته‌های مشخص شده انجام می‌شود. (البته شایان ذکر است از آنجا که سال نوی مسلمانان اول محرم می‌باشد این گونه ذکر شده و از طرفی روز عاشورا را هم محرم می‌نامند که مراسم عزاداری برگزار می‌شود)
مهم‌ترین مراسم مسلمانان در هند رمضان است که در یک ماه اسلامی به همین نام برگزار می‌شود. این ماه شبیه یک نمایشگاه در سراسر کشور است. منطقهٔ مسلمان نشین، شب هنگام هنوز روشن و سرزنده است و مردم تقریباً تمام شب را بیدار می‌مانند و از غذاهای مرسوم این ماه و نعمت‌های خداوند استفاده و خداوند را شکر و سپاس می‌گوید و شب را به نماز و ستایش خالق یکتا می‌پردازند. تمام روزهای این ماه مردم از کارهای ناپسند دوری وکارهای زشت و بد بیزاری بیزاری می‌جستند واز دستورهای اسلام پیروی می‌کنند و روزه را هنگام نماز صبح شروع و تا غروب بعد از نماز مغرب ختم و پایان می‌دهند تا شروع اذان صبح دوباره روزه می‌گیرند واین عمل تا پایان ماه رمضان ادامه دارد ودر طی روزه نه چیزی می‌خورند و نه می‌نوشند غیر از این آنها زبان، چشم و گوش خود را ملزم به رعایت اصول اخلاقی و اسلامی می‌کنند ودرست وبا احترام صحبت، از شنیدن حرف‌های بد دوری و از دیدن چیزهای حرام نیز چشم پوشی و دوری می‌کنند
البته این اعمال و رفتار در تمامی افراد مسلمان جهان که روزه می‌گیرند را می‌توان گفت یکسان است. این اقدامات در تمام این روزها منظم و مرتب است. ودر نهایت بعد از اتمام ماه رمضان مسلمانان به جشن و سرور می‌پردازند و مردم متعلق به مذاهب دیگر هند نیز اشتیاقی زیادی برای برپایی شادمانی دارند که نشان دهندهٔ اتحاد و همبستگی و همدلی مردم در عین تنوع مذهب گوناگون در هند است.